# دی‌بی‌ام

طرح‌واره‌ای که رابطه بین dBu (منبع ولتاژ) و dBm (توان تلف‌شده به عنوان گرما توسط مقاومت ۶۰۰Ω) را نشان می‌دهد.

دی‌بی‌ام (dBm) یا دی‌بی‌میلی‌وات (dBmW) یا دسی‌بل-میلی‌وات واحد سطح دسی‌بلی است که برای نشان‌دادن اینکه سطح توان برحسب دسی بل (dB) با اشاره به یک میلی‌وات (mW) بیان می‌شود، استفاده می‌شود. در شبکه‌های ارتباطی رادیویی، ریزموج و فیبرنوری به عنوان معیار مناسبی برای سنجش توان مطلق استفاده می‌شود، زیرا توانایی آن برای بیان مقادیر بسیار بزرگ و بسیار کوچک به صورت کوتاه است. دی‌بی‌وات یک واحد مشابه است که به یک وات (۱۰۰۰ میلی‌وات) ارجاع داده شده‌است).
دسی‌بل (dB) یک کمیت بدون‌بُعد است که برای کمّی کردن نسبت بین دو مقدار مانند نسبت سیگنال به نویز استفاده می‌شود. دی‌بی‌ام نیز بدون بعد است، اما از آنجایی که با یک مقدار مرجع ثابت مقایسه می‌شود، رتبه‌بندی دی‌بی‌ام یک عدد مطلق است.
دی‌بی‌ام بخشی از دستگاه بین‌المللی یکاها (SI) نیست و بنابراین از استفاده در اسناد یا سیستم‌هایی که به یکاهای SI پایبند هستند منع می‌شود (یکای SI متناظر وات است). با این حال، واحد دسی‌بل (dB)، بدون پسوند «m»، برای مقادیر نسبی مجاز است، اما برای استفاده مستقیم در کنار واحدهای SI پذیرفته نیست. ۱۰ دی‌بی‌ام ممکن است ۱۰ دی‌بی (۱ میلی‌وات) در SI نوشته شود. : 7.4 
در صوت و تلفن، دی‌بی‌ام معمولاً نسبت به امپدانس ۶۰۰ اهم ارجاع داده می‌شود، درحالی که در کار فرکانس رادیویی دی‌بی‌ام معمولاً نسبت به امپدانس ۵۰ اهم ارجاع می‌شود.